# Ruston (Washington)
Ruston és una població dels Estats Units a l'estat de Washington. Segons el cens del 2000 tenia 738 habitants.

## Demografia
Segons el cens del 2000, Ruston tenia 738 habitants, 330 habitatges, i 185 famílies. La densitat de població era de 1.095,9 habitants per km².
Dels 330 habitatges en un 22,7% hi vivien nens de menys de 18 anys, en un 41,8% hi vivien parelles casades, en un 9,4% dones solteres, i en un 43,9% no eren unitats familiars. En el 34,2% dels habitatges hi vivien persones soles el 8,5% de les quals corresponia a persones de 65 anys o més que vivien soles. El nombre mitjà de persones vivint en cada habitatge era de 2,24 i el nombre mitjà de persones que vivien en cada família era de 2,87.
Per edats la població es repartia de la següent manera: un 20,1% tenia menys de 18 anys, un 8,7% entre 18 i 24, un 33,5% entre 25 i 44, un 27,1% de 45 a 60 i un 10,7% 65 anys o més.
L'edat mediana era de 39 anys. Per cada 100 dones de 18 o més anys hi havia 108,5 homes.
La renda mediana per habitatge era de 48.393 $ i la renda mediana per família de 54.167 $. Els homes tenien una renda mediana de 36.932 $ mentre que les dones 36.042 $. La renda per capita de la població era de 22.565 $. Aproximadament el 7,7% de les famílies i el 13,1% de la població estaven per davall del llindar de pobresa.

## Poblacions més properes
El següent diagrama mostra les poblacions més properes.